# Parapercis shaoi
Parapercis shaoi är en fiskart som beskrevs av Randall 2008. Parapercis shaoi ingår i släktet Parapercis och familjen Pinguipedidae. Inga underarter finns listade i Catalogue of Life.